# Hormoner!
Hormoner! (finska: Hormonit!) är en finländsk dramakomediserie producerad av Yle och som hade premiär den 1 september 2023. Serien som har svensk premiär på SVT Play den 26 november 2023 består av åtta avsnitt.

## Handling
Serien kretsar kring Elenas och Patriks kärleksliv som är kantat av hormonella förändringar, besvärliga ex-partner och krävande vuxna barn.

## Medverkande i urval
- Karoliina Blackburn - Elena
- Robin Svartström - Patrik
- Aaro Airola - Onni
- Minttu Mustakallio - Meeri
- Saga Sarkola
- Tiia Louste
- Eino Kantee
- Minea Lång
- Emilia Neuvonen
- Bisher Sawan
- Essi Hellén
- Minka Kuustonen